# Koppelkerk

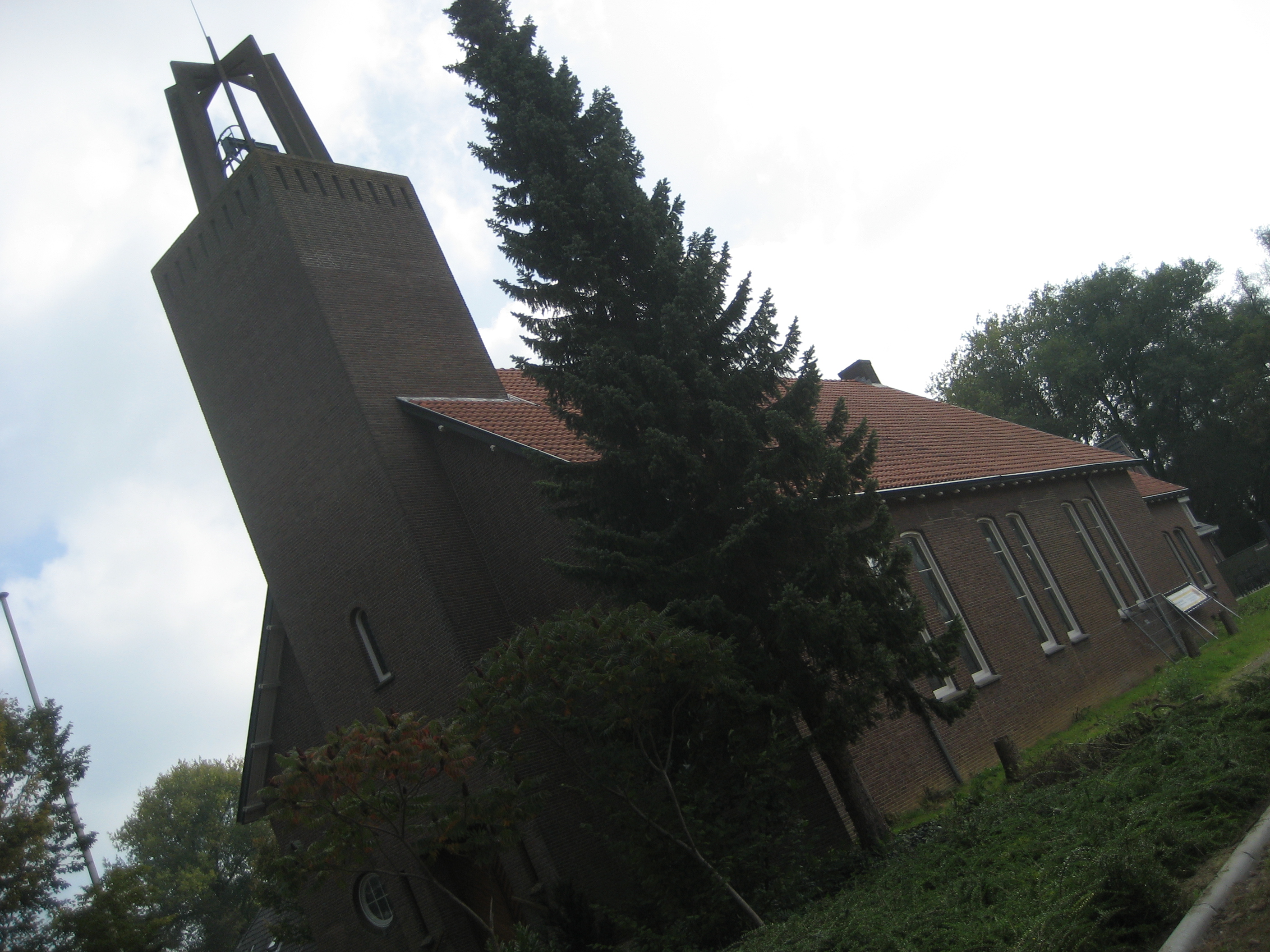
Koppelkerk

De Koppelkerk is een monumentale voormalige gereformeerde kerk aan de Koppelstraat en de Prins Mauritsstraat in het Gelderse Bredevoort.  

## Geschiedenis
De gereformeerde kerkgangers moesten voor de Tweede Wereldoorlog in Aalten naar de kerk. Na de oorlog kreeg de gemeente een eigen gebouw. Op het gebied dat bekendstond als De Koppele werd een stuk grond geschonken bij de gedempte gracht, hetgeen tevens de naam Koppelkerk verklaart. Het terrein moest opgehoogd worden, omdat het erg laag was gelegen en in de wintertijd vaak blank stond. In 1947 werd met de bouw begonnen en in 1948 werd de kerk in gebruik genomen. De toren werd clandestien aangebouwd in 1956 en in 1988 voorzien van een luidklok. De klok werd door klokkengieterij De Klok in Aarle-Rixtel gegoten. Het gebouw werd in 2013 aangewezen als gemeentelijk monument. Inmiddels heeft de kerk haar functie verloren. De kerkenraad verleende in overleg toestemming er een woonfunctie aan toe te kennen, echter in 2015 werd het gebouw verbouwd tot een multifunctioneel gebouw voor kunst en cultuur .

## Kunst & cultuur
Tegenwoordig heeft het gebouw een functie op het gebied van kunst en cultuur. Kunst komt aan bod middels wisselende exposities en concerten; de verdieping wordt aangeboden aan de hand van lezingen, discussieavonden en colleges. Daarnaast is een "boekencafé" ingericht als huiskamer vol boekenkasten, waar maandelijks een literair café wordt georganiseerd.